# 約瑟夫 (菲斯滕貝格親王)
約瑟夫·威廉·恩斯特·菲斯滕貝格（Joseph Wilhelm Ernst zu Fürstenberg，1699年4月13日—1762年4月29日）是德國貴族菲斯滕貝格家族的成員，1716年被提升為帝國親王。1735年約瑟夫被皇帝查理六世任命為帝國首席委員（Prinzipalkommissar），負責神聖羅馬帝國的外交事務。

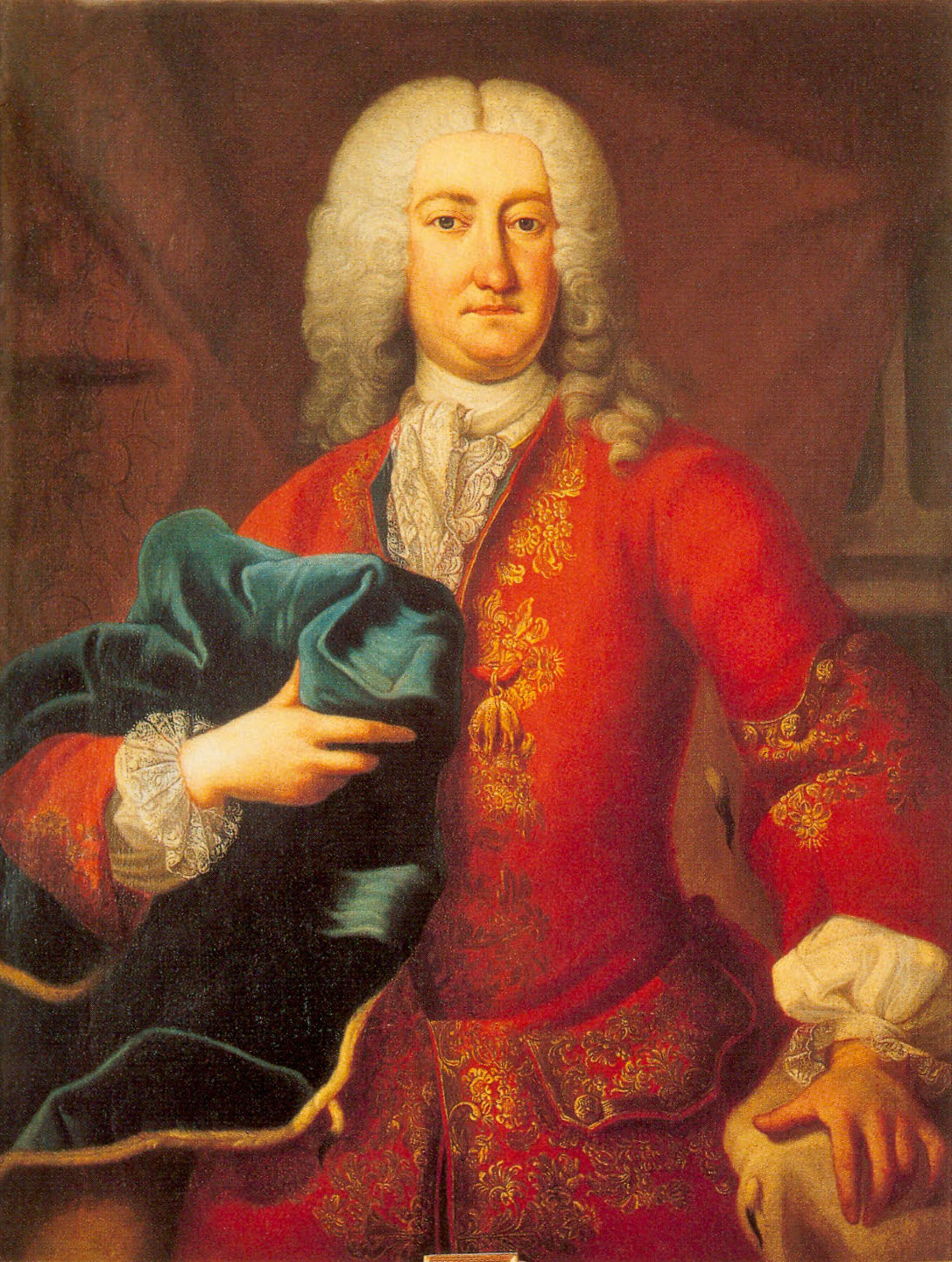
約瑟夫，菲斯滕貝格親王

## 婚姻子女
約瑟夫的妻子是瓦爾德施泰因的瑪麗亞·安娜（Maria Anna von Waldstein），他們在1723年結婚，並且有四個子女。
- 約瑟夫·文策爾（1728－1783）
- 卡爾·埃貢一世（1729－1787）
- 瑪麗亞·奧古斯塔·約瑟法（1731－1770）
- 瑪麗亞·奧古斯塔·約瑟法（1732－1772）